# Shephall
Shephall – dzielnica miasta Stevenage, w Anglii, w Hertfordshire, w dystrykcie Stevenage. W 2011 roku dzielnica liczyła 6210 mieszkańców. Shephall jest wspomniana w Domesday Book (1086) jako Escepehala/Escepehale.